# マルガリータ・ベンクトソン
マルガリータ・ベンクトソン（1966年生まれ）（旧姓ヤルケーウス、ザ・リアル・グループのバンドメンバーアンダーシュ・ヤルケーウスと結婚、のち離婚）は、スウェーデンのプロ・ジャズアカペラグループ、ザ・リアル・グループの元ソプラノ担当。20年以上当グループに所属したのち、2006年にソリストとして活動するためにグループから脱退した。

## 来歴
ストックホルムの南で、音楽的に非常に恵まれた家庭で育った。母親は長年声楽を教え、父親はかつてスウェーデンの王立オペラオーケストラのプリンシパル（フルート）を務めた人物であった。マルガリータ自身は歌とピアノを幼い頃から始めた。
10歳の頃、彼女はスウェーデンのアドルフ・フレデリック音楽学校で学び始め、10年間在籍した。12歳からはハープの演奏も始めた。
1984年にストックホルム王立音楽大学にてハープのソロ演奏クラスに入学、５年間通う。入学した年にザ・リアル・グループのメンバーとなる。グループは1987年に大学で上級コースへの所属をオファーされ、89年ストックホルムにて3つの修了公演を行い、プロとしての活動を始めた。
彼女はフリーのハープ奏者および歌手としても活動してきた。ストックホルム王立交響楽団アルトフルートのプリンシパルである実の兄弟、Jan Bengtsonとコラボすることもある。

## ソロアルバムの発表
2006年10月25日、初めてのソロジャズアルバム「I'm Old Fashioned」をEMIから発表。彼女にとって初めてのソロ活動であり、10曲のアメリカスタンダード曲を収録、全ての曲を同じスウェーデン出身のプロジェクトのバンドメンバー達がアレンジし、Pål Svenreがプロデューサーを務めた。

## ディスコグラフィ

### ソロ活動時
1. I'm Oldfashioned （2006年）
2. As we are, Nils Lindberg feat. Margareta Bengtson （2008年）
3. Where the midnight sun never sets (2009年）（スウェーデンリリース版は"En gång i Stockholm" )

### ザ・リアル・グループ所属時
1. Debut （1987年）
2. Nothing But The Real Group （1989年）
3. Röster （1991年）
4. Varför får man inte bara vara som man är （1994年）
5. Ori:ginal （1996年）
6. Jazz:live （1997年）
7. En riktig jul （1997年）
8. One For All （1998年）
9. Commonly Unique （2000年）
10. Allt det bästa （2001年）
11. Stämning （2002年）
12. Julen er her （2003年）
13. In The Middle Of Life （2005年）